# Herb gminy Ujsoły
Herb gminy Ujsoły – symbol gminy Ujsoły.

## Wygląd i symbolika
Herb przedstawia na tarczy w polu zielonym ramię z brązowym rękawem, zwrócone w prawo i trzymające w dłoni siekierę z srebrnym ostrzem. Jest to historyczny symbol miejscowości Ujsoły, pochodzący z XIX-wiecznej pieczęci i nawiązujący najprawdopodobniej do gospodarki wsi, związanej z obróbką drewna i ścinaniem drzew.